# Kerry Thornley

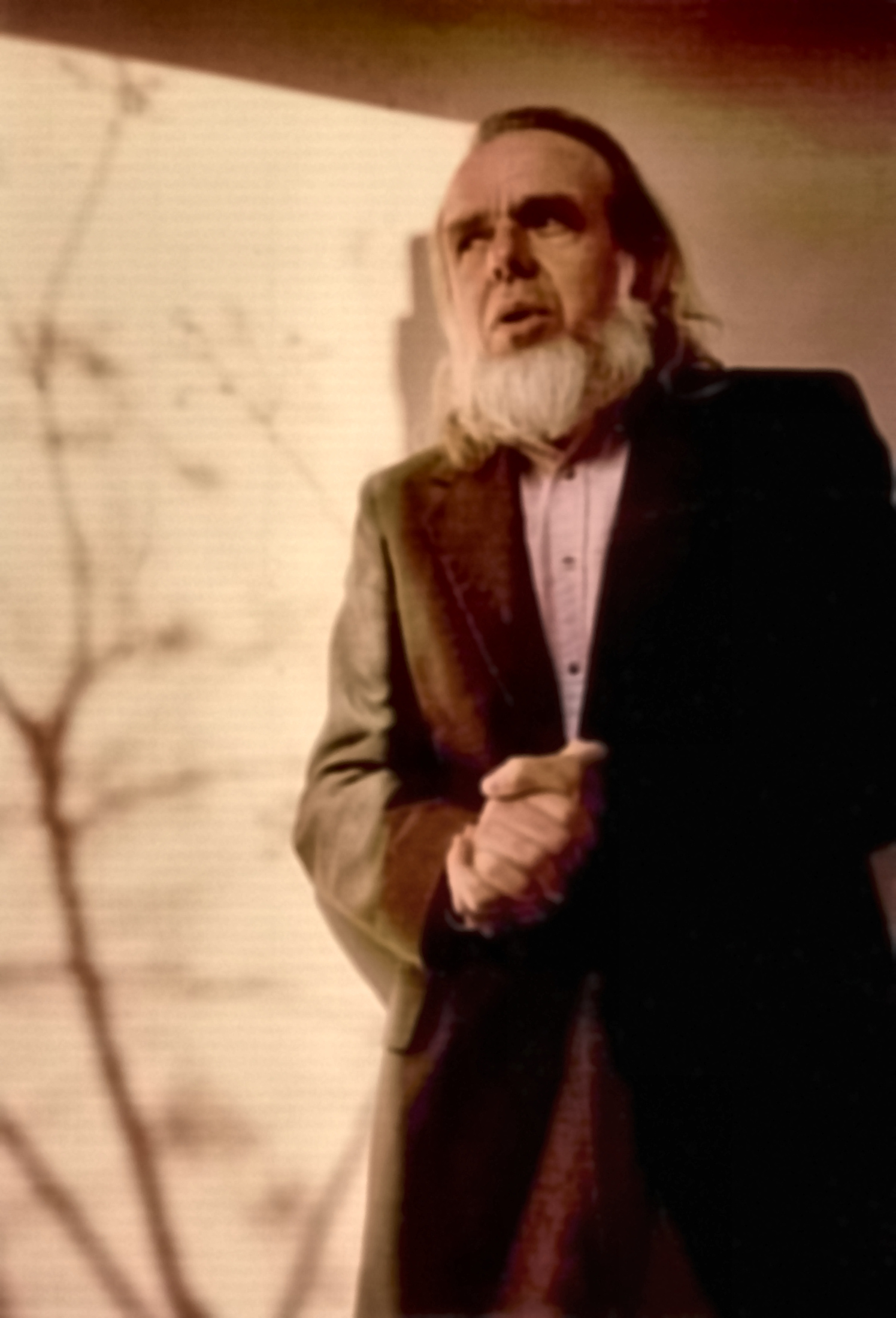
Kerry Wendell Thornley

Kerry Wendell Thornley (* 17. April 1938; † 28. November 1998) war ein US-amerikanischer Autor, der als Mitbegründer des Diskordianismus (zusammen mit seinem Jugendfreund Gregory Hill), in dessen Kontext er gewöhnlich Lord Omar Khayyam Ravenhurst genannt wird, bekannt wurde.

## Leben
Thornley gilt als Autor einer Version der Principia Discordia. Weniger bekannt ist eine Serie von Zenarchy-Artikeln, die er für Robert Anton Wilsons Cosmic Trigger unter dem Pseudonym „Ho Chi Zen“ schrieb. Zenarchy wird in der Einleitung der Sammelausgabe als „die soziale Ordnung, die der Meditation entspringt“ und als „eine nicht-kampflustige, nicht-teilnehmende, nicht-politische Anschauung von Anarchie“ beschrieben.
Als Mormone erzogen, war die Häufigkeit, mit der der erwachsene Kerry seine Weltanschauung änderte, der einer jeden anderen ernstzunehmenden Figur der Gegenkultur der 1960er Jahre ebenbürtig. Neben dem Diskordianismus gehörten Atheismus, Anarchismus, Objektivismus, Neuheidentum und Buddhismus zu den Themen, denen er sich widmete. Thornley glaubte unter anderem, dass er in das MK ULTRAs LSD getränktes Attentäterkonditionierungsprogramm einbezogen wurde und dass er das Ergebnis einer Vril-Zuchtinitiative der Nazis war.
Nachdem er einige Zeit Reservist war, wurde Thornley 1958 mit 20 Jahren, kurz nachdem er sein erstes Semester an der "University of Southern California" abgeschlossen hatte, zum aktiven Dienst bei den Marines eingezogen.
Ungefähr zu dieser Zeit berichten er und Gregory Hill ihre erste eristische Vision gehabt zu haben. Thornley diente 1959 auf der El Toro Marine Base in Santa Ana (Kalifornien) für kurze Zeit in derselben Einheit wie Lee Harvey Oswald. Er und Oswald waren Bekannte, die ein gemeinsames Interesse an Kultur und Politik teilten. Wann immer der Dienstplan sie zusammen brachte, diskutierten sie über Themen wie Literatur und Kommunismus, wobei Oswalds Interesse besonders letzterem galt. Einige Zeit nachdem sich die Wege der beiden Männer als Ergebnis einer Neuzuordnung trennten, erfuhr Thornley aus einer Militärzeitung, dass Oswald zur Sowjetunion übergelaufen war. Kerry schrieb eifrig über seine Beobachtungen als Marine, und Lee diente als Inspiration für das Buch. Der aufstrebende Autor sah Oswald als Allegorie des Soldaten in der Friedenszeit, gefangen von den totalitären Strukturen des Militärlebens. In späteren Jahren vertrat Thornley die Überzeugung, dass Oswald ein Geheimdienstagent war, der Sympathisanten der Kommunisten aufspüren sollte.
Damals schrieb er einen für seine Zeit außergewöhnlich prophetischen, erfundenen Bericht dem Titel "The Idle Warriors" über seine Erfahrungen mit dem bis dahin unbekannten Oswald und beim Marine Corps. Das Manuskript war im Februar 1962, ein Jahr vor dem Kennedyattentat, vollständig abgeschlossen. Kerry Thornley hatte das einzige Buch über Lee Harvey Oswald geschrieben, das vor Präsident Kennedys Ermordung 1963 fertiggestellt wurde. Wegen des Buchinhalts wurde Thornley am 18. Mai 1964 vor die Warren-Kommission berufen, um dort auszusagen. Eine von der Kommission angeforderte Kopie des Buches, das erst 1991 erschien, wurde im National Archives and Records Administration (NARA) verwahrt.
Im Januar 1968 wurde Thornley von New Orleans Bezirksstaatsanwalt Jim Garrison, der die Alleintäterthese des Warren-Reports zu widerlegen versuchte, in einem Strafprozess vorgeladen, um ihn über seine Beziehung zu Oswald und sein Wissen über andere Verdächtige zu befragen. Thornley ersuchte um eine Aufhebung dieser Vorladung und musste schließlich vor dem Circuit Court erscheinen.
Kerry Thornley, der in seinen letzten Tagen schwer krank war, starb am 28. November 1998 im Alter von 60 Jahren in Atlanta (Georgia) nach einem plötzlichen Herzstillstand. Sein Körper wurde kremiert und die Asche über dem Pazifischen Ozean verstreut. 23 Personen nahmen an der buddhistischen Trauerfeier am folgenden Morgen teil. Vor dem Ende seines Lebens soll Thornley berichtet haben, er fühle sich „wie ein müdes Kind, das von einem sehr wilden Zirkus nach Hause kommt“, ein Verweis auf eine Stelle von Gregory Hill in der Principia Discordia:
„Und so ist es, dass wir, als Menschen, nicht existieren bis wir es tun; und dann ist es so, dass wir mit unserer Welt aus existierenden Dingen spielen, und ordnen und unordnen sie, und so soll es sein, dass Nicht-Existenz uns von der Existenz zurücknehmen soll, und dass namenlose Geistlichkeit ins Nichts zurückkehrt, wie ein müdes Kind, das von einem sehr wilden Zirkus nach Hause kommt.“

## Werke
- Thornley, Kerry; Oswald, New Classics House, 1965
- Thornley, Kerry; Zenarchy, IllumiNet Press, June 1991 ISBN 0-9626534-1-1
- Thornley, Kerry; The Idle Warriors, IllumiNet Press, June 1991 ISBN 0-9626534-0-3
- Malaclypse the Younger (Greg Hill); Principia Discordia, or, How I found Goddess and what I did to Her when I found Her, 5th Edition, September 1991, IllumiNet Press (Introduction by Kerry Thornley) ISBN 0-9626534-2-X